# Paradilla de Gordón
Paradilla de Gordón es una localidad española, perteneciente al municipio de La Pola de Gordón, en la provincia de León y la comarca de la Montaña Central, en la Comunidad Autónoma de Castilla y León. 
Situado al margen derecho del río Casares, afluente del río Bernesga.
Los terrenos de Paradilla de Gordón limitan con los de Folledo, Viadangos de Arbas, Poladura de la Tercia y San Martín de la Tercia al norte, Buiza al noreste, La Vid de Gordón, Ciñera y Santa Lucía de Gordón al este, Cabornera y Los Barrios de Gordón al sureste, Olleros de Alba, Santiago de las Villas, Cuevas de Viñayo y Piedrasecha al sur, Portilla de Luna, Sagüera de Luna y Los Barrios de Luna al suroeste, Mirantes de Luna y Miñera de Luna al oeste y Geras, Cubillas de Arbas y Casares de Arbas al noroeste.
Perteneció al antiguo Concejo de Gordón.

## Monumentos
Destaca su iglesia parroquial, de estilo románico. Madoz, a mediados del siglo XIX, declara que está dedicada a la advocación de San Juan y que depende de la aneja de Cabornera.[cita requerida] Con planta de una sola nave, trae un arco triunfal y está cubierta por bóveda de cañón. En su cabecera, de forma cuadrada, se aprecian canecillos que, resueltos con sencillez, son visibles en su fachada septentrional.